# Église de l'Ascension de Ruma
Pour les articles homonymes, voir Église de l'Ascension.
L'église de l'Ascension (en serbe cyrillique : Српска православна црква Светог Вазнесења Господњег у Руми ; en serbe latin : Srpska pravoslavna crkva Svetog Vaznesenja Gospodnjeg u Rumi) est une église orthodoxe serbe située à Ruma en Serbie, dans la province de Voïvodine. Construite en 1761, elle est inscrite sur la liste des monuments culturels de grande importance de la république de Serbie (identifiant no SK 1305).

## Présentation

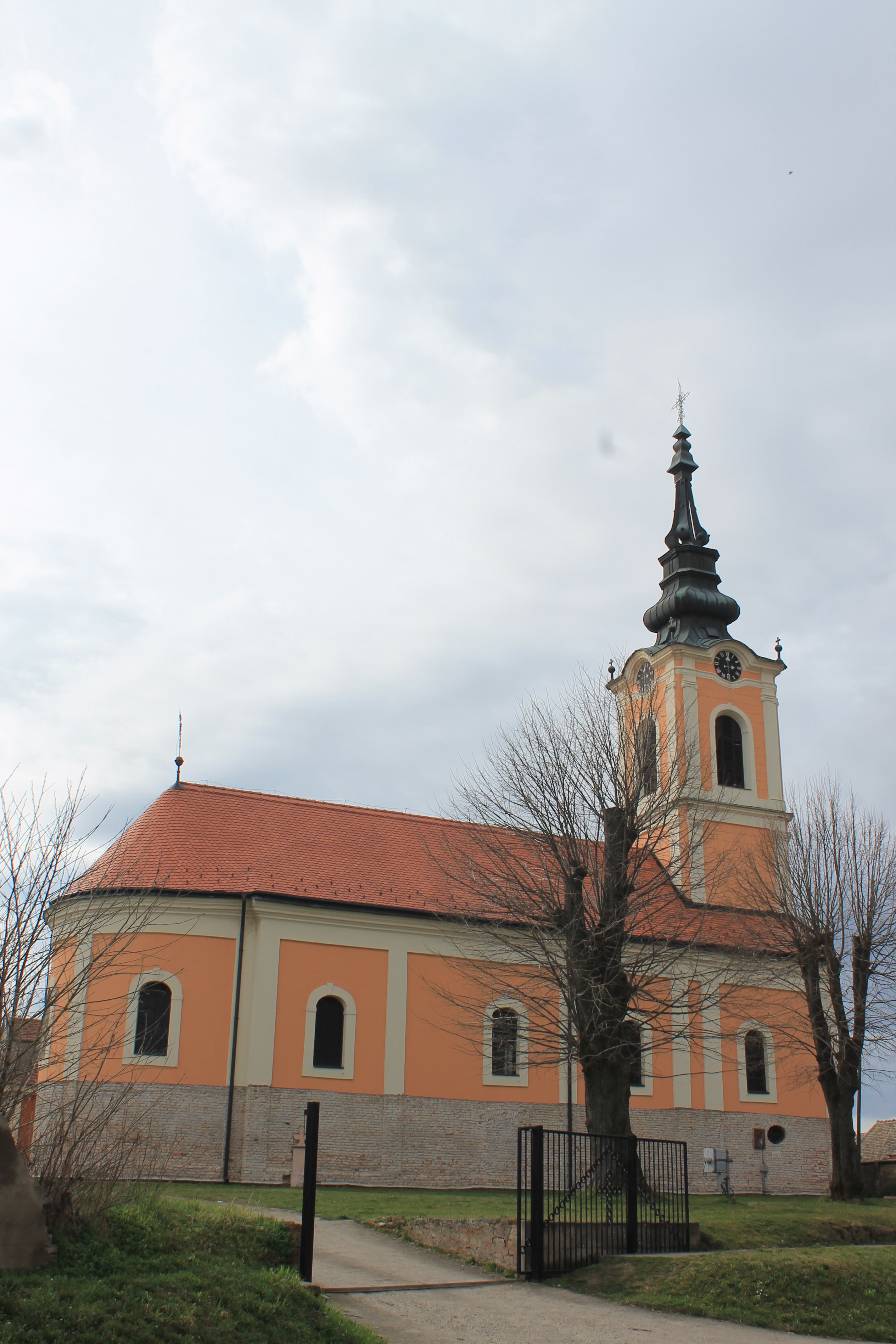
Autre vue de l'église.

L'église de l'Ascension a été construite en 1761 dans un style baroque mêlé de classicisme. Elle est constituée d'une nef unique prolongée par une abside demi-circulaire et, à l'ouest, elle est dominée par un haut clocher surmonté d'un bulbe ajouré en étain. Les façades sont rythmées par des pilastres surmontés par une corniche moulurée.
L'iconostase, de style baroque mêlé d'éléments rococo, a été peinte en 1772 par Stefan Tenecki, qui a laissé sa signature sur les icônes du trône épiscopal ; les peintures se caractérisent par leurs couleurs vives et par l'habileté de l'artiste dans la représentation des drapés. L'icône de la Sainte Trinité a été réalisée par Pavle Čortanović en 1843. L'icône du trône de la Mère de Dieu a été peinte en 1860 par Konstantin Pantelić. De la même époque datent les peintures du trône épiscopal et celles des portails nord et sud, œuvres d'un artiste anonyme.
L'église a été restaurée en 1969 et 1970.

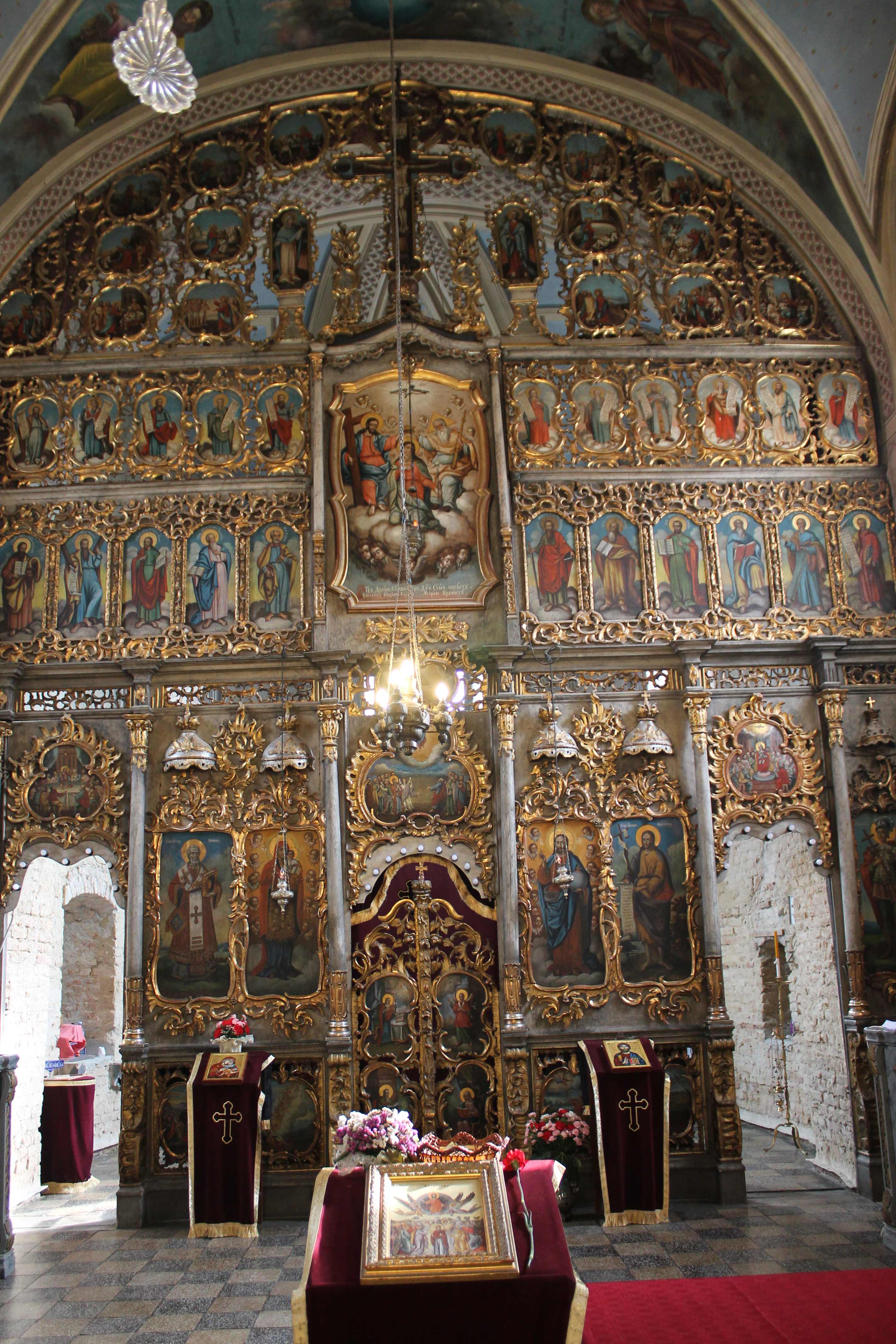
L'iconostase de l'église.